# Рељан
Рељан (алб. Leran) је насеље у Србији у општини Прешево у Пчињском округу. Према попису из 2022. било је 542 становника.
Рељан је старо насеље у подножју огранка Рујна, лево од Рељанске реке. На многим потесима у атару Рељана налазе се остаци античких насеља.
Рељан се помиње у турским дефтерима с краја XV века као Доњи и Горњи Хрељан. Изнад села је пространи пашњак који се назива Горњи Рељан. Један део пашњака је познат као Пашине трле. Источно од њега било је старо насеље Горњи Рељан. У насељу Рељан се налазе следеће махале: Маџирска мала (по махаџирима), Дмичаралска мала, Дошљачка мала, Гламњарска мала, Пешеларска мала и Горња мала. Након Другог светског рата у Рељану је постојало 90 српских домаћинстава. Топоним Рељан потиче од антропонима Хрељан.

## Демографија
У насељу Рељан живи 447 пунолетних становника, а просечна старост становништва износи 30,8 година (30,9 код мушкараца и 30,8 код жена). У насељу има 174 домаћинства, а просечан број чланова по домаћинству је 3,99.
Ово насеље је углавном насељено Албанцима (према попису из 2002. године).
|  |

| Демографија | Демографија | Демографија |
| Година      | Становника  | Становника  |
| ----------- | ----------- | ----------- |
| 1948.       | 670         |             |
| 1953.       | 668         |             |
| 1961.       | 633         |             |
| 1971.       | 700         |             |
| 1981.       | 767         |             |
| 1991.       | 796         | 740         |
| 2002.       | 694         | 945         |
| 2022.       | 542         |             |

| Година пописа     | 1948. | 1953. | 1961. | 1971. | 1981. | 1991. | 2002. |
| ----------------- | ----- | ----- | ----- | ----- | ----- | ----- | ----- |
| Број домаћинстава | 104   | 110   | 114   | 126   | 139   | 155   | 174   |

| Број чланова      | 1  | 2  | 3  | 4  | 5  | 6  | 7  | 8 | 9 | 10 и више | Просек |
| ----------------- | -- | -- | -- | -- | -- | -- | -- | - | - | --------- | ------ |
| Број домаћинстава | 21 | 31 | 24 | 31 | 26 | 19 | 12 | 5 | 4 | 1         | 3,99   |

| Пол    | Укупно | Неожењен/Неудата | Ожењен/Удата | Удовац/Удовица | Разведен/Разведена | Непознато |
| ------ | ------ | ---------------- | ------------ | -------------- | ------------------ | --------- |
| Мушки  | 236    | 65               | 156          | 14             | 1                  | 0         |
| Женски | 238    | 39               | 167          | 31             | 1                  | 0         |
| УКУПНО | 474    | 104              | 323          | 45             | 2                  | 0         |

| Пол    | Укупно                    | Пољопривреда, лов и шумарство | Рибарство                            | Вађење руде и камена | Прерађивачка индустрија       |
| ------ | ------------------------- | ----------------------------- | ------------------------------------ | -------------------- | ----------------------------- |
| Мушки  | 154                       | 71                            | 0                                    | 0                    | 30                            |
| Женски | 77                        | 54                            | 0                                    | 0                    | 13                            |
| УКУПНО | 231                       | 125                           | 0                                    | 0                    | 43                            |
| Пол    | Производња и снабдевање   | Грађевинарство                | Трговина                             | Хотели и ресторани   | Саобраћај, складиштење и везе |
| Мушки  | 0                         | 0                             | 2                                    | 1                    | 2                             |
| Женски | 0                         | 0                             | 0                                    | 0                    | 0                             |
| УКУПНО | 0                         | 0                             | 2                                    | 1                    | 2                             |
| Пол    | Финансијско посредовање   | Некретнине                    | Државна управа и одбрана             | Образовање           | Здравствени и социјални рад   |
| Мушки  | 0                         | 0                             | 8                                    | 7                    | 3                             |
| Женски | 1                         | 0                             | 1                                    | 3                    | 3                             |
| УКУПНО | 1                         | 0                             | 9                                    | 10                   | 6                             |
| Пол    | Остале услужне активности | Приватна домаћинства          | Екстериторијалне организације и тела | Непознато            | Непознато                     |
| Мушки  | 3                         | 0                             | 0                                    | 27                   | 27                            |
| Женски | 0                         | 0                             | 0                                    | 2                    | 2                             |
| УКУПНО | 3                         | 0                             | 0                                    | 29                   | 29                            |

| Етнички састав према попису из 2002.‍ | Етнички састав према попису из 2002.‍ | Етнички састав према попису из 2002.‍ | Етнички састав према попису из 2002.‍ | Етнички састав према попису из 2002.‍ |
| ------------------------------------ | ------------------------------------ | ------------------------------------ | ------------------------------------ | ------------------------------------ |
|                                      |                                      |                                      |                                      |                                      |
| Албанци                              | Албанци                              |                                      | 489                                  | 70,46%                               |
| Срби                                 | Срби                                 |                                      | 203                                  | 29,25%                               |
| Руси                                 | Руси                                 |                                      | 1                                    | 0,14%                                |
| непознато                            | непознато                            |                                      | 1                                    | 0,14%                                |

| Етнички састав према попису из 2022.‍ | Етнички састав према попису из 2022.‍ | Етнички састав према попису из 2022.‍ | Етнички састав према попису из 2022.‍ | Етнички састав према попису из 2022.‍ |
| ------------------------------------ | ------------------------------------ | ------------------------------------ | ------------------------------------ | ------------------------------------ |
|                                      |                                      |                                      |                                      |                                      |
| Албанци                              | Албанци                              |                                      | 463                                  | 85,4%                                |
| Срби                                 | Срби                                 |                                      | 77                                   | 14,2%                                |